# Simpevarp

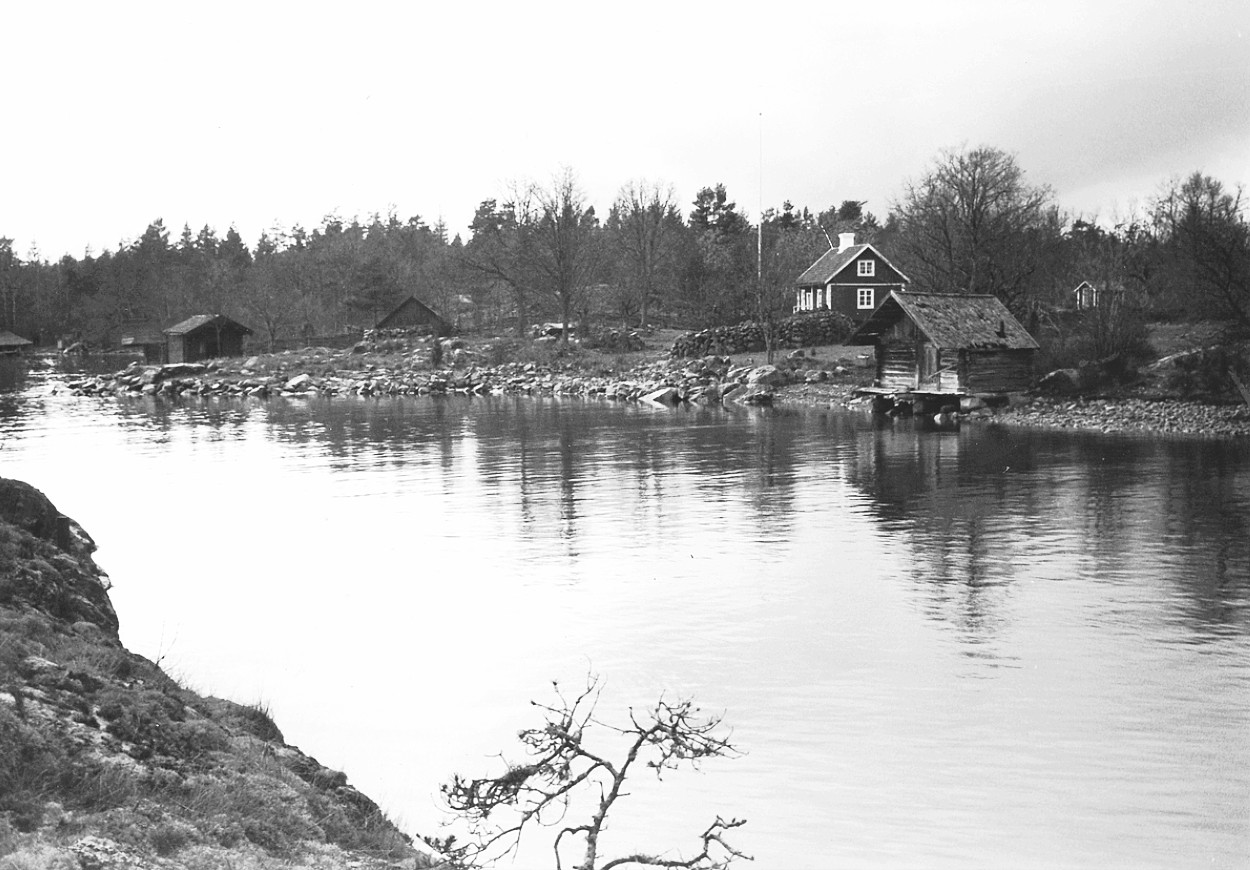
Simpevarps by 1960.

Simpevarp är en tidigare by och halvö i Östersjön, cirka 20 kilometer fågelvägen nordnordost om centralorten Oskarshamn i Oskarshamns kommun. Simpevarp är idag känt för Oskarshamns kärnkraftverk som började uppföras i slutet av 1960-talet.

## Historik

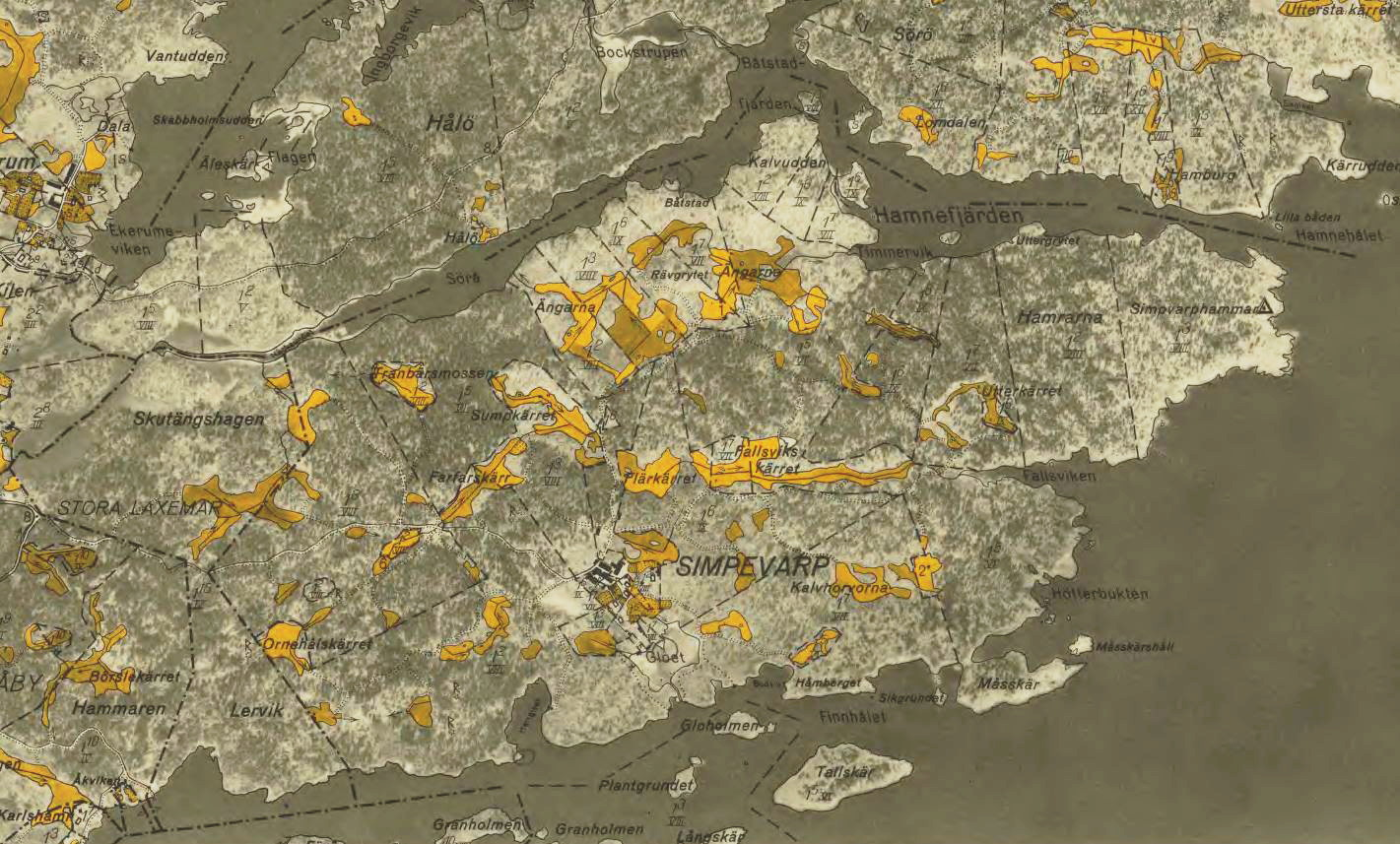
Simpevarpshalvön 1940.

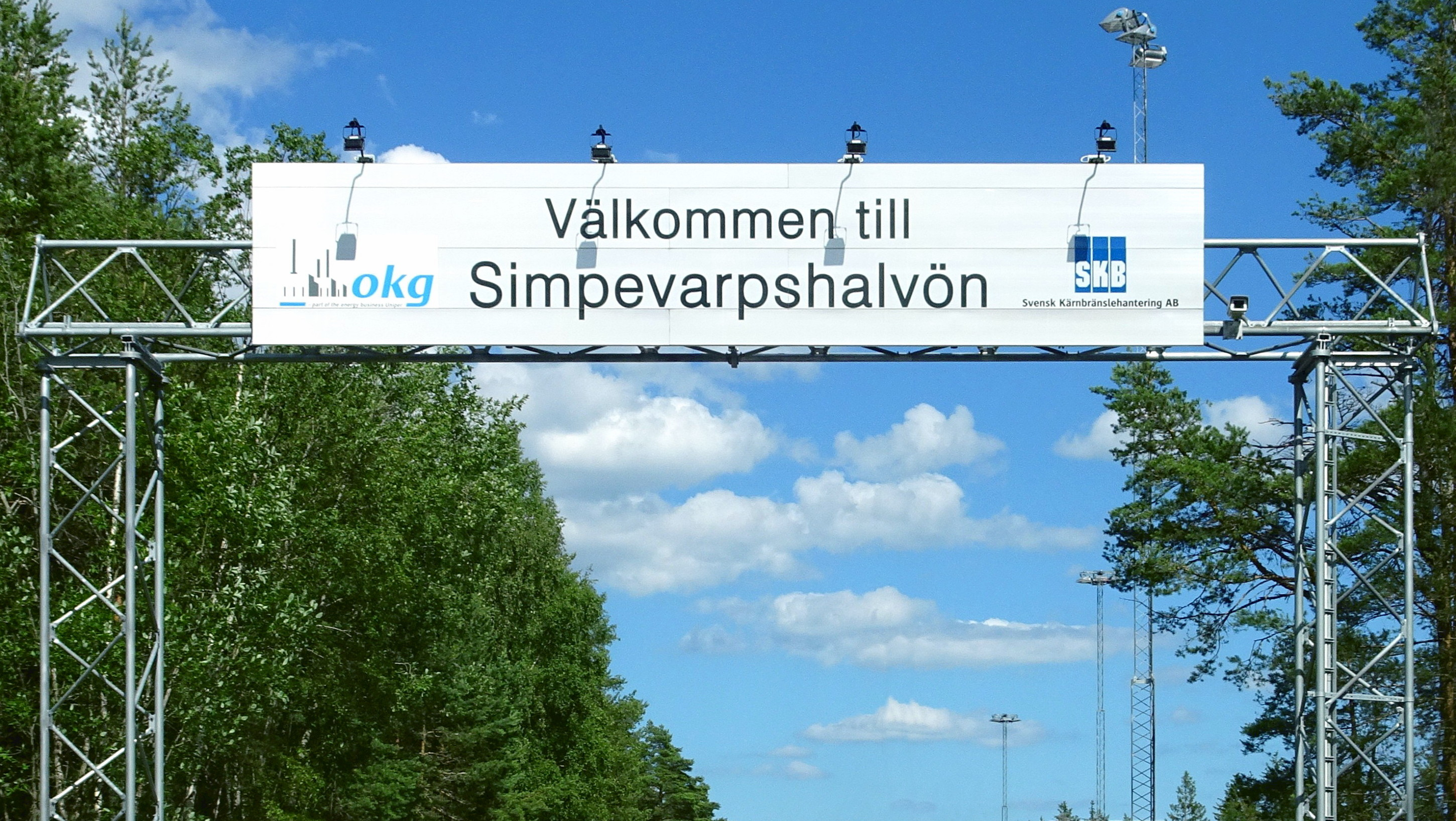
"Välkommen till Simpevarpshalvön".

Platsen var bebodd redan på stenåldern som gravar från denna tid vittnar om. Fiske och senare jordbruk var de näringar som områdets invånare levde av. Några fornlämningar finns kvar, men de flesta undersöktes och togs bort när kärnkraftverket byggdes. 
Byn Simpevarp omnämns 1544 som Simpeúarp och var då ett av traktens kronohemman där man bedrev kronofiske. Den av Gustav Vasa tillsatte fiskefogden hade det passande namnet Peder Mört. År 1696 delas byn mellan Michel Jönsson, gift 14 februari 1675 med Bengta Svensdotter och Per Jönsson, gift 12 oktober 1678 med Karin Svensdotter. 1803 genomfördes storskiftet i Simpevarp.
Ännu i slutet av 1950-talet var fisket och jordbruket de dominerande näringarna i Simpevarp. 1959 lämnade Atomkraftkonsortiet (AKK) in en begäran om att få bygga en kärnkraftsanläggning på halvön. Tre år senare förvärvade Konsortiet Simpevarps by och
invånarna flyttades. Byns byggnader rustades upp och används fortfarande som konferensrum och liknade av OKG (Oskarshamns Kraftgrupp). Det ursprungliga landskapet har genomgått en total omvandling där både Simpevarps bys odlingsmarker och de flesta av områdets fornlämningar tagits bort.
Simpevarpshalvön får numera bara beträdas med tillstånd. Redan långt ifrån kärnkraftverkets byggnader finns en vägspärr med bevakning och belysning som togs i drift vid årsskiftet 2012 / 2013. Syftet är att upptäcka inkräktare tidigt.